# Mezibuněčný prostor
Mezibuněčný prostor (často interceluláry, někdy mimobuněčný prostor nebo extracelulární prostor) je označení pro veškerou hmotu v těle organismů, která se nachází mimo buňky. Většinou se definuje jako prostor vně plazmatických membrán buněk, který je vyplněný vodou. Protikladný termín je vnitrobuněčný prostor (především cytosol).
Plazmatická membrána (a u rostlin buněčná stěna) je bariéra, která odděluje dva světy, jež se velmi často liší po chemické stránce. Například Na+/K+ ATPázová pumpa drží velké množství sodíku mimo buňku a naopak velké množství draslíku uvnitř buněk.

## Složení
Mezibuněčný prostor je nejčastěji vyplněn mimobuněčnou tekutinou. Její hlavní složkou je tzv. tkáňový mok, který obsahuje metabolity buněk, ionty, proteiny a mnoho jiných sloučenin, které mohou ovlivnit funkci buněk. Například neurotransmitery, hormony a trávicí enzymy jsou v tkáňovém moku aktivní. Do mezibuněčných tekutin patří mimo tkáňový mok rovněž krev a lymfa.
V mnohých případech je v mimobuněčném prostoru rovněž přítomna extracelulární matrix.

## Vznik intracelulár
Podle vzniku intracelulár se v botanice rozlišují jejich čtyři základní typy:
| Název                             | Způsob vzniku                                                         | Příklad                                    |
| --------------------------------- | --------------------------------------------------------------------- | ------------------------------------------ |
| schizogenní                       | rozpuštěním přepážky mezi buňkami a následným oddělením buněk od sebe | štěrbiny průduchů                          |
| lyzigenní                         | rozpuštěním celých buněk formou apoptózy                              | siličné nádržky v oplodí citrusových plodů |
| rhexigenní                        | smrtí celých pletiv a následným roztržením                            | dutiny ve stéblech                         |
| schizolyzigenní, schizorhexigenní | kombinací výše uvedených způsobů                                      | -                                          |